# 蟲奉行
《蟲奉行》（日语：ムシブギョー / 蟲奉行）是日本漫畫家福田宏原本在《週刊少年Sunday超》上連載的日本漫畫作品。之後人氣上升轉至《週刊少年Sunday》上連載。作品名稱也從〈蟲奉行〉改名為〈常駐戰陣!!蟲奉行〉，故事內容也因應從月刊轉戰周刊而做了調動與變更。進而作品有月刊時期與現在周刊時期兩種風格。

## 故事簡介
享保6年，將軍吉宗下令設置了「意見箱」，藉由投遞至意見箱的投書而設立了「新中町奉行所」，又名「蟲奉行所」！為了保護人們免於遭受盤據江戶的大蟲所害，被選出的強者們大顯神通，繼承父親的志向來到江戶的菜鳥同心．月島仁兵衛！然而他還不知道蟲奉行所令人驚訝的工作內容……

## 登場角色

### 蟲奉行所
月島仁兵衛（聲：KENN／幼年：寺崎裕香）
本作男主角。抱持著建立功名而加入蟲奉行的少年，生性樂觀，待人溫柔。劍術是家傳的月島流劍術「常駐戰陣」。十分尊敬無涯。
與蟲狩戰鬥時，在不慎口含了蟲奉行的頭髮為前提下，意外覺醒成白髮的野性型態，力量、速度等都提升到了許多且頭髮還能變化成多種形態進行攻擊，但覺醒的月島本人會失去意識，只靠殺戮的本能戰鬥，初次覺醒就將四名蟲狩擊敗。這股力量為他的母親月島葉的蟲狩最強血脈「常世之巫女」之力，只是初期覺醒時意識受其擺佈，且會遺忘覺醒時的記憶。
接受父親月島源十郎再次鍛鍊後學完富嶽三十六劍，並可以控制自己「常世之神子」的力量。成長到一人獨自擊敗兩位真田十傑蟲和一萬八千名蟲人。
一般時武器是武士刀，接受源十郎鍛鍊後獲得母親的遺物「天羽羽斬劍」，只有在使用常世之神子力量時才會出現劍身的特殊武器，也是少數可以傷到常世之蟲的武器。
頭上繫住頭髮的髮飾也是母親的遺物，可以壓抑住常世之神子的力量。
第230話否定常世之蟲的想法，決定要跟他對決。
在231話中，月島原本將要再度與常世之蟲對決，但卻發現蟲奉行還沒死亡而暫時與常世之蟲停戰。
第243話去大阪途中，被明石全登偷襲，被掉入河中，並且第245話跟明石全登對決，之後第246話讓他暫時加入隊伍，並且要他遵守不准殺人的約定。
第262話突襲打已經奪取常世之蟲的力量的大生部多。
第263話與同伴們對大生部多率領的常世神之僕開戰。
第310話中了大生部多的陷阱而被殺死(他已經進化過兩次)，後來第314話復活。
第315話用常世之光富嶽泰山斬打敗大生部多，連帶他的最後一片翅膀跟著消滅。
第316話，和火缽、蟲奉行、春等人成婚，育有9子。將老婆孩子留在日本後，前往海外殲滅出現在外國的巨大蟲。
蟲奉行（聲：潘惠美） / 隨縱
本作女主角。看似銀髮碧眼的少女，但實際年齡已經破百。真實身份是上百年前（慶長年間）的豐臣秀賴之女「奈阿公主」（史實上的奈阿公主於大阪城破後，被送往鎌倉東慶寺出家，法號為天秀尼），因此是豐臣秀吉的後人。年幼時在無知的情況下發現「常世之蟲」並收養牠。
慶長20年（公元1615年），大坂之役德川軍勝利、大坂城破後一度被敵軍殺死，常世之蟲為將她復活而把力量給她，使她長出黑鳳蝶的翅膀變成「黑揚羽」，雙手散發強烈的劇毒，從此而被眾人畏懼，極少外出，如要出門必會戴著手套避免與他人碰觸。而常世之蟲的力量則被封印在紀州的「常世之井」中。
一次意外而與仁兵衛認識但未表明身份，在蟲狩襲擊八丈島時被仁兵衛誤為是奉行大人的隨扈，之後只要在仁兵衛面前也都自稱是隨扈。與仁兵衛數次接觸後漸有好感，雖不少次打算與仁兵衛講明自己的真實身分，但也擔心因此讓兩人關係拉遠而遲遲未成功提起。
八丈島一戰被蟲狩以「滅蟲邪刀」奪走力量，由於隨後真田幸村開始率領蟲人大亂，為奪回力量決定由大岡忠相和仁兵衛陪同下至常世之井。在常世之井中被仁兵衛見到過去的記憶才表明身份（力量恢復後變成白鳳蝶）。動畫中，仁兵衛順利打敗真田幸村，但在原著漫畫中卻因她恢復力量而打敗真田幸村，卻也因力量的發揮而引來「常世之蟲」。幻化成小孩樣的「常世之蟲」要求她與其回大阪城。
江戶冬之陣時因上屍的提議而跟常世之蟲一同前往江戶。在仁兵衛不願對自己下手時自己迎上天羽羽斬劍自殺，試圖削弱常世之蟲的生命，但結果卻是把常世之蟲的一半力量全部歸還回去使他完全成熟。但奈阿公主並未死亡，常世之蟲為了讓其修養而撤退並帶她回大阪城治療。
結局和仁兵衛成婚，並有三個孩子。與火缽、春爭奪正宮地位。

#### 市井巡邏組
任務為保護江戶城內的平民與一般市區街道。
無涯（聲：寺島拓篤）
市街組捕快。同時也是市街組最高戰力王牌。
使用具有變化神力的大太刀「塵外刀」作為武器，劍柄內部藏有鎖鏈可自由伸長。實際上是使用千年前秦河勝斬殺常世之蟲的刀碎片重新鑄成的兩把「塵外刀」之一。在紀州與真田幸村戰鬥時折斷，無涯以哥哥有虛的塵外刀精煉出的「滅蟲邪刀」一起重新鑄造成「塵外刀真打」，可以記憶並變化出所有曾經斬過的蟲的能力
出身於滅蟲集團「蟲狩」，蟲狩首領有虛的親弟弟。原本是黑髮，因蟲狩村被黑蟲滅村而接受鳩紫的提議喝下祕藥，覺醒力量的同時也變為銀髮的外表。
因懷疑鳩紫而獨自前往進行暗殺蟲奉行，反被鳩紫誣陷為叛徒失去容身之處，後加入蟲奉行所成為捕快。
第300話為了要打倒進化後的大生部多，把常世之蟲殺掉，另塵外刀開始進化。
火缽（聲：大久保瑠美）
本作主要女性角色之一。女忍者兼爆破專家，擅長爆破。髮型為双馬尾，忍者裝扮加穿迷你裙和膝上襪。
忍術流派名為「珍寶流」，但她本人很不喜歡提到這流派的名字（因珍寶在日文中與陰莖相同發音）。
出身於甲賀與伊賀之間的忍者村，是忍者的後代。為了成為第一忍者而上京。
與仁兵衛一樣崇拜無涯。
在江戶冬之陣後確認了喜歡仁兵衛的心情。(214集)
在常世之蟲來襲時得知爺爺是常世神之僕「中屍」之後相當震驚，與仁兵衛談心後才再度確認自己想成為第一忍者的心。
結局和仁兵衛成婚，並有三個孩子。與蟲奉行、春爭奪正宮地位。
戀川春菊（聲：江口拓也）
斬擊專家，能以破損的武士刀切斬各種阻礙。身上有無數的傷疤。非常喜歡喝酒
原本是盜賊團首領的兒子，殺人無數而被稱為春菊九十九人斬。
原本是個大罪人，自稱是被松原小鳥拯救而為了報恩才加入蟲奉行所。
斬技的來源源自於其善良的心，因為不想帶給對方痛苦而斬。被毛利勝永稱為以「意志」揮劍的同類。
另外有個與外貌給人的印象相反之弱點，就是從以前到現在對「狗」這種生物十分不在行（也就是怕狗）。
最後與毛利對決，以口銜櫻花瓣的方式將對方斬殺，了無遺憾死去。大阪遠征唯一死亡成員。
一乃谷天間（聲：芹澤優）
防禦專家，能使用式神「末吉」、「為吉」進行防禦，市街組裡最小的孩子。
出身於陰陽師家族土御門家的分支一乃谷家。因為是這一輩中唯一擁有術力的孩子，從小就被重點培養而見不到父母。
實際上父母厭倦家族修行拋下天間獨自私奔，在途中被蟲攻擊死亡。
在修行後平常改為騎著紙鶴飛行，末吉、為吉也分為高速型和力量型。可以將紙鶴、末吉、為吉合體為大橫綱模式。
雖有術力但力量低微，自願接受家族危險性極高的術式提高術力，造成自身經絡嚴重毀損，被祖母宣告活不過20歲。
得知父母死亡真相後陷入絕望大哭，間接使接收正在接收其術力的壹與暴走，之後從祖母得知一切。
結局利用自己有限的生命和壹與不斷除惡揚善，不時還會吐血。
松原小鳥（聲：宮野真守）
市街巡邏組捕頭。
原本是要尋找被稱為「猛士」的月島源十郎加入奉行所，但卻被推辭並被推薦仁兵衛。
平時瞇著眼，是個關心部下的好上司，看起來不太可靠，但其實是大岡忠相的師兄，擅長居合斬的高手。
參加過大阪遠征，但右手也留下重傷以至於無法再戰鬥。
結局在江戶開劍道場，不時去為戀川掃墓。

#### 寺社巡邏組
任務為保護寺廟神社等建築，以火炮及火槍為主要武器。後期常與其他巡邏組一同執行任務。市井組遠征大阪後接下保護江戶的任務。
白榊夢久（聲：小林親弘）
寺社巡邏組的捕頭。
戰鬥風格優雅，使用藏有刀刃的扇子和名為「叢雲」的火槍進行戰鬥。
原本非常瞧不起身份低下的人，因為把市街組的人貶得一文不值而使仁兵衛感到不滿而要求將話收回（但市街組其他人似乎並不將這些放在心上）。最後因為仁兵衛的努力而承認市街組的實力。
江戶冬之陣時率領寺社組全員阻擋真田幸村奇兵的突襲。

瀨之川一信
寺社巡邏組的捕快。
是名貨真價實的和尚。因為看過許多遭巨大蟲殺害的人們，認為光靠信仰的力量無法帶給人安樂。白榊在讓他保留僧籍的情況下加入寺社組一同擊退蟲，發誓在消滅所有蟲後再為死者超渡。
武器是白榊的叢雲所改造強化的火槍「雷火」。狙擊能力超強，能在一般人射程兩倍以上的距離精準射擊。
被指派與仁兵衛、義憐、千代丸一起進行蟻塚調查任務。個性十分開朗，一直試圖協調四人的關係。對生死也相當看得開。
江戶冬之陣時與義憐、千代丸一同前往阻擋長宗我部盛親的突襲。

#### 武家巡邏組
任務為保護武將與大名等上級武士，成員皆為一般武士，以高度團結來對抗蟲子。後期常與其他巡邏組一同執行任務。市井組遠征大阪後接下保護江戶的任務。
尾上影忠（聲：乃村健次）
武家巡邏組捕頭。
紮著武士髮髻、下巴蓄鬍的高大武士。使用武器是一把特大的長刀。
在八丈島時與武家組的成員留下負責防禦江戶蟲的攻擊，直到全員因為重傷而不能戰鬥之時仍繼續身負重傷與巨大蟲戰鬥。最後得到月島源十郎的幫助而十分崇拜源十郎的強悍。在源十郎待在江戶時接受月島流劍術的指導。
江戶冬之陣時率領部分武家組捕快與德川軍共同阻擋真田幸村主力的進攻。
柳生義憐
武家巡邏組捕快。名劍術「柳生新陰流」的繼承人少主。
柳生新陰流自創立以來一直都是幕府劍術指導，因為月島源十郎的出現而被月島流取代，因此看月島仁兵衛十分不順眼。但內心其實也對仁兵衛守護背後之人的信念十分認同。
被指派與仁兵衛、一信、千代丸一起進行蟻塚調查任務。在任務中處處都與仁兵衛在競爭，但最後仍然聯手擊敗三巨頭。
江戶冬之陣時與一信、千代丸一同前往阻擋長宗我部盛親的突襲。

#### 關八州巡邏組
負責保護關東全域，尤其是江戶的外圍地區，設有數座堡壘。初登場時已是關八州巡邏組幾乎全軍覆沒的消息。
犬方獸左
關八州巡邏組捕頭。關八州少數的存活者。
身穿毛皮大衣、長相充滿野性的男子。實際上非常聽副手千代丸的話。
使用雙手的鐵爪做為武器。
在巨大蟲開始進化為蟲人後與其他巡邏組一同執行任務。江戶冬之陣時率領部份武家組捕快阻擋真田幸村的突襲。

千代丸
關八州巡邏組捕頭。關八州少數的存活者。犬方獸左的副手。
蘿莉外表的少女，武器是自己身高數倍的十字槍。
被指派與仁兵衛、義憐、一信一起進行蟻塚調查任務。擁有超強記憶力可以記得蟻塚內所有走過的路線。最後一同擊殺蟻塚三巨頭。
江戶冬之陣時與義憐、一信一同前往阻擋長宗我部盛親的突襲。

#### 公家巡邏組
任務為保護皇族與朝廷。
土御門雛姬
公家巡邏組捕頭，陰陽師世家家主。
紫色頭髮、帶著陰陽師帽子的年輕女子。在與市街組捕快說話時要求如同軍隊般的禮儀。
江戶冬之陣時初登場，受德川將軍請求前往協助守護江戶城城堡。
使用式神「蜚廉」，平常外形是一個紙摺的小方盒，灌注術力後會變化成長角、有翅、蛇尾的巨大獸型式神。可以使用操縱風的技巧。由公家巡邏組地下的100名陰陽師灌注術力在土御門身上才能驅動。

### 蟲狩
原本是對付蟲奉行專用的隊伍，事實上是被鳩紫(上屍)給利用，最後在第230話全數皆滅，只剩下有虛、蜜月和真白存活。
有虛（聲：小西克幸）
領導著強者如雲的'蟲狩組織。無涯的哥哥，相貌特徵像是短髮版的無涯，在蟲狩村遭黑蟲攻擊時失去右眼。使用武器是由秦河勝斬過常世之蟲的刀碎片打造的兩把「塵外刀」之一，在狩獵蟲奉行的時候精煉成紅色小把的「滅蟲邪刀」。
滅蟲邪刀種入蟲奉行體內之後改用新武器長刀「白沙乃雷」，可控制大氣中微弱的電氣進行放電。
鳩紫表明其為常世神之僕後戳瞎有虛的左眼，因而變成全盲。
於第282話再度登場，擋下蓋骨的攻擊
蜜月（聲：優希）
負責諜報衣著暴露的女性成員，一頭金髮似乎不像是日本人的血統，對無涯有好感。
持有能操控蟲的蟲笛。
蓋骨（聲：上田燿司）
帶有假面、有著不詳氣息的男子。原本是極受女性歡迎的美男子，在蟲狩村遭黑蟲攻擊時全身受到重創而毀容。使用武器為「佛屍鞭」。
動畫版多年前殺害戀川春菊的母親，被戀川春菊所斬殺第百人斬，不過漫畫版沒有殺害戀川春菊的母親。
受到鳩紫的誘惑而成為常世神之僕「下屍」，並取回原本俊秀的外表。現在真身為隱翅蟲型蟲人，同樣跟蟲奉行擁有長生不老的能力，身體受傷後流出的體液會腐蝕敵人。
表明其為常世神之僕後殺害蟲狩所有的同伴。
第282話用切腹的方式把體液噴出來，要把蟲奉行腐蝕，被長宗我部盛親擋下，等到把長宗我部盛親腐蝕完畢的時候，要把他和蟲奉行殺掉之際，被有虛擋下。
至胴（聲：下妻由幸）
有著“三白眼”（眼白很多）的青年，使用伸縮自如的刺針劍「銳針鬼劍」。
鳩紫表明其為常世神之僕後被蓋骨砍成兩半，當場死亡。
未那蚕（聲：津田健次郎）
看上去毫無氣力的長髮男性，口頭禪是「好想死啊」。使用鎖鏈鐮刀「葬忌鐮」。
鳩紫表明其為常世神之僕後因為傷到蓋骨而被蓋骨的體液融化而死亡。。
鐵丸（聲：內藤玲）
無論何時都在冷笑的冷淡少年，使用可以發射螺旋狀彈丸的蟲碎槍「凶蟲碎統 白色貫穿彈」。
鳩紫表明其為常世神之僕後被蓋骨砍成兩半，當場死亡。
蒼願（聲：岩崎征實）
帶有“三度笠”、武士打扮的男人，是“蟲狩”裡面最忠於使命的人。使用名爲「煉獄槍」的武器，後來再打造為「炎煉獄雙槍」。是越迴旋越能輸出高爆發火力的武器，如果要輸出最大火力，作為代價自己的雙臂也將被徹底焚燒。
八丈島時被第一次覺醒力量的仁兵衛打昏，被同伴帶回。
鳩紫表明其為常世神之僕後被蓋骨砍成兩半，當場死亡。
真白（聲：喜多村英梨）
帶著眼鏡、身穿短裙和服、沒穿內褲、實力不輸給男人的女性，用腿技進行攻擊。武器為「極鬼甲腳」。
鳩紫表明其為常世神之僕後並未受到蓋骨波及，帶著有虛離開。
戒汝（聲：下崎紘史）
帶著編制斗笠，如同農兵一般的巨漢，持有異常怪力，武器是「大鯰槌」。
於八丈島時被擊殺。
鳩紫
蟲狩的參謀，多年前就潛伏在蟲狩村當老師，指使黑蟲襲擊蟲狩村並留下可利用的小孩成立「蟲狩」集團準備執行獵殺蟲奉行的計劃。
實際上是常世神之僕「上屍」，本名是大生部多。同樣跟蟲奉行擁有長生不老的能力。
表明其為常世神之僕後戳瞎有虛的左眼而讓他完全失明。被常世之蟲發現刺殺蟲奉行是他的計劃而受到懲罰。

### 蟲勢力
常世之蟲（とこよのムシ，聲：下崎紘史）
日本各地巨大蟲的來源，同時也被蟲人們奉為王。
本體是巨大的青蟲，完全取回力量成熟時會蛻變成黑鳳蝶。人形時是白髮幼童的造型，外表與奈阿公主年齡相仿，眉毛與舌頭保留著青蟲特徵，瞳孔則是蝶型，背上長著黑鳳蝶翅膀。奈阿公主重傷使得力量全部回到常世之蟲身上後外型變為成熟的青年。
千年前因人們的祈禱而誕生在世界上，被大生部多成立的信仰奉為神中之神，並取名為常世之蟲。被軍官秦河勝斬傷後回到土中進入長眠。
百年前被奈阿公主在土裡發現而帶回大阪城，因為與奈阿公主談話而了解奈阿公主的寂寞。德川軍攻入城堡殺了奈阿公主時將神力分給她而使奈阿公主復活且長生不老，並且決定殺死世界上的所有人，建立一個沒有人欺負奈阿公主的世界。
可以直接從口中或手中釋放出黑蟲，翅膀則可以進行跨空間的攻擊或防禦。
第261話力量被大生部多奪走，爾後第262話快要被他殺害之際，被仁兵衛所救。
第300話為了打敗進化後的大生部多，自願被無涯殺，把力量給無涯的塵外刀身上，另塵外刀進化，在被無涯殺之前，要求他守護奈阿公主。

#### 常世神之僕
上屍（じょうし）
初登場於真田幸村提議進攻江戶時，帶著蝴蝶面具的神秘人物。喜歡以女性口吻講話。
真實身份為千年前常世之蟲信仰的教祖大生部多。在常世之蟲被秦河勝重創沉眠後，不斷變換身份潛伏的人間等待常世之蟲復生。
百年前因常世之蟲分散大量的神力到奈阿公主身上而影響復生時間，因此已鳩紫身份潛入蟲狩村進行狩獵蟲奉行的計劃。
第261話用「常香果」的咒法奪取常世之蟲的力量，爾後第262話要殺常世之蟲之際被仁兵衛打。
第297話其中一個翅膀被常世之神子的月島仁兵衛用富嶽泰山斬打斷，於第298話進化，把月島仁兵衛逼入絕境。
中屍（ちゅうし）
初登場於真田幸村提議進攻江戶時，帶著蜻蜓面具的神秘人物。因其火焰攻擊後藤又兵衛並無造成損傷而感到吃驚。
真實身份為火鉢的爺爺。
下屍（げし）
初登場於真田幸村提議進攻江戶時，帶著鹿角面具的神秘人物。
真實身份為蟲狩的蓋骨。

#### 大阪五人眾
原為百年前大阪夏之陣豐臣軍將領，戰死後被常世之蟲以蟲人姿態復活。
真田幸村（聲：諏訪部順一）
大阪五人眾隊長。真田十傑蟲的首領。
蝴蝶型蟲人。操縱鐵鱗粉進行攻擊與防禦。形態有自動攻擊的球型黑丸、武士刀型的黑鱗刀『正宗』、鎧甲型最終奧義黑鱗天具。
初登場於八丈島天上。
為了迎接常世之蟲復活而去紀州要求打造戰船，並率領真田十傑蟲與蟲奉行所一戰。最後被蟲奉行重傷，與常世之蟲一起帶蟲奉行回到大阪。
獲得常世之蟲許可率領蟲軍進攻江戶，稱『江戶冬之陣』，最後被月島源十郎使出富嶽泰山斬擊殺。
毛利勝永
大阪五人眾之一。
與小鳥、戀川同樣是斬技的高手，以意念去增強斬擊之力，能斬擊遠方物體，其所散發的意連常世神之僕和大阪五人眾都恐懼。
初登場是在松原小鳥的回憶中，三年前大阪遠征時出現的蟲人，一人獨力殲滅了遠征軍所有人，僅松原小鳥一人重傷存活。
再次登場時已完全化為人型，獨自前往江戶找松原小鳥道歉，並重創市中巡邏組。
實際為鍬形蟲型蟲人，可從腰間左右伸出鍬形蟲夾，配合其劍術可同時進行三方斬擊
長宗我部盛親
大阪五人眾之一。
寄生蟲型蟲人。可以隨意地變形、分裂、組合。可寄生於其他生物腦部控制行為並吸取養份進行繁殖，並因為能任意增加分身而難以消滅。
初登場於大阪城內。是個長髮陰沈的人。
與真田幸村、後藤又兵衛一同進攻江戶。負責由東方突襲江戶城，雖然中了室鳩巣的計謀，但仍率領控制的蟲軍及德川軍攻至城堡。因真田幸村敗亡而奉常世之蟲命令撤退。
對奈阿公主完全忠心耿耿，表示過不論何種情形都會是奈阿公主的同伴
第282話為了要保護蟲奉行，用分身和自己的生命阻擋蓋骨的體液，結果被腐蝕，再被蓋骨殺掉之際，被有虛擋下。
後藤又兵衛
大阪五人眾之一。
體型十分巨大，號稱是五人眾中身體最堅硬的人。
初登場於大阪城內。受中屍一擊而毫髮無傷。
與真田幸村、長宗我部盛親一同進攻江戶。負責由西方突襲江戶城，部下的蟲軍擁有與人類同樣使用兵器火炮的能力而使無涯陷入苦戰。最後蟲軍被無涯及蟲狩全數殲滅，但仍獨自一人攻至城堡。因真田幸村敗亡而奉常世之蟲命令撤退。
明石全登（あかし たけのり）
大阪五人眾之一。
花螳螂型蟲人。擁有擬態的能力，可以隱形或複製他人的外貌、招式甚至是力量。
外形是黑長直、眼神空洞的女性，百年前確實是男性，但復生為蟲人後因內心的矛盾而選擇了和生前完全不同的樣貌。原本是虔誠的天主教徒，但死亡後卻被另一位神「常世之蟲」復活而感到內心矛盾。手持西洋劍，不斷尋求強者為他的矛盾解答，弱者無論是人類或蟲人都只會死在他的劍下。
月島仁兵衛等人進攻大阪途中明石為了尋找強者而襲擊一行人。認定仁兵衛是強者而接受仁兵衛的建議，一同前往大阪城尋找答案並且不得殺人。

#### 真田十傑蟲
真田幸村的家臣，大阪夏之陣戰敗後一同被轉化為蟲人。
猿飛佐助（聲：下崎紘史）
十傑蟲之一，蒼蠅型蟲人，有著大砲也無法傷害的硬殼。
認為仁兵衛會帶來麻煩而進江戶城要將他抹殺，但反被擊敗，被霧隱才藏殺掉。
霧隱才藏（聲：關智一）
十傑蟲第一，蟋蟀型蟲人。
原出身百地三大夫門下的孤兒，與火缽的祖父師出同門，在殺害師父並奪去禁術蝴蝶之夢後下落不明。
初期用分身與火缽對決，被火缽擊敗，真身跟在蟲奉行一行人調查其目的，被無涯識破，原先要以幻術打倒所有人，被無涯擊敗並用塵外刀將其吸收。
由利鎌之介（聲：高城元氣）
十傑蟲第二，螳螂型蟲人，劍術高強的二刀流劍士。人類時原與筧為山賊夥伴，後被真田收為家臣。
漫畫版與筧戰勝戀川，後欲支援被蟲奉行攻擊的真田遭蟲奉行攻擊。是紀州戰後十傑蟲僅存二人之一。在『江戶冬之陣』被月島仁兵衛擊殺。
動畫版遭松之原小鳥秒殺。
筧十藏（聲：羽多野涉）
十傑蟲第三，臭蟲型蟲人，使用火炮為武器，能釋放毒氣並且燃燒。人類時原與由利為山賊夥伴，後被真田收為家臣。
漫畫版與由利戰勝戀川，後欲支援被蟲奉行攻擊的真田遭蟲奉行攻擊。是紀州戰後十傑蟲僅存二人之一。在『江戶冬之陣』被月島仁兵衛擊殺。
動畫版遭松之原小鳥秒殺。
根津甚八（聲：俊藤光利）
十傑蟲第六，田鱉型蟲人，能操縱水流。
在仁兵衛等人暗地潛入紀州時，以守備不力為由殺害守關的士兵，與憤怒的仁兵衛交戰時失利離開。
之後蟲奉行所一行向十傑蟲宣戰後，再度與仁兵衛交手，最後被仁兵衛以月島流·富嶽山嵐擊敗。
望月六郎（聲：三木真一郎）
海野六郎（聲：好川貴桁）
十傑蟲，兩人合稱「六郎組合」。
望月是蜻蜓型蟲人；海野是團子虫型蟲人。
蛻皮成人型前就被大岡和仁兵衛擊殺。
三好清海入道（聲：佐佐木睦）＆三好伊三入道（聲：佐佐木睦）
十傑蟲第四、五，蟑螂型蟲人，以強大的自我恢復力自傲的兄弟。
都以「貧僧」自稱，認為將人送入極樂世界為救贖，最後被戀川春菊以慈愛斬斬成碎末。
穴山小介（聲：黑川明人）
十傑蟲，飛蝗型蟲人，能以拳風製造爆破。
看似有武士風格，但其實是認為一乃谷天間最弱而只以他為攻擊對象，最後被合體的式神擊敗。
漫畫版在襲擊村民途中被黑鳳蝶型態的蟲奉行秒殺，動畫版則是被一乃谷的式神打至宇宙。

### 其他角色
阿春（おはる，聲：明坂聰美）
茶店「春夏秋冬」的店長的孫女及看板娘，自幼父母雙亡於蟲子，上圍豐滿，有許多愛慕者。
對仁兵衛十分信任。
喜歡仁兵衛卻不知道自己的感情。
結局和仁兵衛成婚，並有三個孩子。與蟲奉行、火缽爭奪正宮地位。
德川吉宗（聲：鈴森勘司）
第八代征夷大將軍，在他任上開創了蟲奉行所。
大岡忠相（聲：井上和彥）
受將軍之命，保護蟲奉行到紀州的護衛。
松原小鳥的同門師兄弟，擅長居合斬，自稱是由松原傳授的，對松原的評價很高。
德川宗直（聲：藤原啟治）
紀州藩藩主。
長福丸（聲：福山潤）
第八代將軍德川吉宗的長子─德川家重，長福丸為幼名。
極為美麗的美男子，過去十年都足不出戶，為了知道蟲的知識而意圖潛入蟲奉行所，因而結識仁兵衛。
對仁兵衛相當執著，甚至專門以望遠鏡觀察他作息。
月島源十郎（聲：小山力也）
仁兵衛的父親，劍術「月島流」的開創者，並創「富嶽三十六劍」。
過去為了兒子的過失自毀劍士最重要的左腳以示負責與贖罪。
因肺病一直吐血貌似有生命之危， 於八丈島之役後上京找仁兵衛傳授劍術。
即使左腳受傷依然有著斬殺京中所有蟲子的強大實力。
第209話被幸村砍到心臟，卻使出富嶽泰山斬擊敗他。
第210話由於被幸村多處出血及砍到心臟的影響下迎接死亡。
月島葉（聲：相橋愛子）
仁兵衛的母親，生下仁兵衛後不久便過世，於源十郎的回憶中出現。
與春一樣有著豐滿的上圍，是個能夠把富嶽鐵鎚割看過之後馬上使用的強大劍士。
曾與源十郎爭奪日本第一的劍士而交手過，最後平手。

## 出版書籍
於2009年9月號至2010年10月號在小學館的雜誌《週刊少年Sunday超》上連載，標題為《蟲奉行》，單行本全3卷於2010年4月16日至2011年1月18日發售。後來移至《週刊少年Sunday》連載，標題也改為《常住戰陣！蟲奉行》，單行本全32卷於2011年6月17日至2017年10月18日發售。
蟲奉行
| 卷數 | 小學館        | 小學館                 | 東立出版社    | 東立出版社             |
| 卷數 | 發售日期      | ISBN                   | 發售日期      | ISBN                   |
| ---- | ------------- | ---------------------- | ------------- | ---------------------- |
| 1    | 2010年4月16日 | ISBN 978-4-09-122287-9 | 2011年4月27日 | ISBN 978-986-10-7293-7 |
| 2    | 2010年8月18日 | ISBN 978-4-09-122517-7 | 2011年4月27日 | ISBN 978-986-10-7294-4 |
| 3    | 2011年1月18日 | ISBN 978-4-09-122779-9 | 2012年1月5日  | ISBN 978-986-10-7295-1 |

常住戰陣！蟲奉行
| 卷數 | 小學館         | 小學館                 | 東立出版社     | 東立出版社             |
| 卷數 | 發售日期       | ISBN                   | 發售日期       | ISBN                   |
| ---- | -------------- | ---------------------- | -------------- | ---------------------- |
| 1    | 2011年6月17日  | ISBN 978-4-09-122878-9 | 2011年9月12日  | ISBN 978-986-10-9876-0 |
| 2    | 2011年6月17日  | ISBN 978-4-09-123008-9 | 2013年2月21日  | ISBN 978-986-10-9877-7 |
| 3    | 2011年9月16日  | ISBN 978-4-09-123239-7 | 2013年4月16日  | ISBN 978-986-10-9878-4 |
| 4    | 2012年1月18日  | ISBN 978-4-09-123434-6 | 2013年5月13日  | ISBN 978-986-10-9879-1 |
| 5    | 2012年4月18日  | ISBN 978-4-09-123645-6 | 2013年6月27日  | ISBN 978-986-10-9880-7 |
| 6    | 2012年7月18日  | ISBN 978-4-09-123776-7 | 2013年12月19日 | ISBN 978-986-317-770-8 |
| 7    | 2012年10月18日 | ISBN 978-4-09-123819-1 | 2014年1月15日  | ISBN 978-986-324-128-7 |
| 8    | 2013年2月18日  | ISBN 978-4-09-124176-4 | 2014年3月11日  | ISBN 978-986-332-088-3 |
| 9    | 2013年3月18日  | ISBN 978-4-09-124238-9 | 2014年4月29日  | ISBN 978-986-332-255-9 |
| 10   | 2013年6月18日  | ISBN 978-4-09-124313-3 | 2015年4月21日  | ISBN 978-986-332-827-8 |
| 11   | 2013年8月16日  | ISBN 978-4-09-124359-1 | 2015年9月14日  | ISBN 978-986-337-533-3 |
| 12   | 2013年11月18日 | ISBN 978-4-09-124494-9 |                |                        |
| 13   | 2014年2月18日  | ISBN 978-4-09-124562-5 |                |                        |
| 14   | 2014年5月16日  | ISBN 978-4-09-124643-1 |                |                        |
| 15   | 2014年7月18日  | ISBN 978-4-09-125026-1 |                |                        |
| 16   | 2014年10月17日 | ISBN 978-4-09-125279-1 |                |                        |
| 17   | 2015年1月16日  | ISBN 978-4-09-125558-7 |                |                        |
| 18   | 2015年4月17日  | ISBN 978-4-09-125815-1 |                |                        |
| 19   | 2015年7月17日  | ISBN 978-4-09-126189-2 |                |                        |
| 20   | 2015年9月18日  | ISBN 978-4-09-126249-3 |                |                        |
| 21   | 2015年11月18日 | ISBN 978-4-09-126484-8 |                |                        |
| 22   | 2016年1月18日  | ISBN 978-4-09-126689-7 |                |                        |
| 23   | 2016年3月18日  | ISBN 978-4-09-126827-3 |                |                        |
| 24   | 2016年6月17日  | ISBN 978-4-09-127130-3 |                |                        |
| 25   | 2016年8月18日  | ISBN 978-4-09-127325-3 |                |                        |
| 26   | 2016年10月18日 | ISBN 978-4-09-127411-3 |                |                        |
| 27   | 2016年12月16日 | ISBN 978-4-09-127428-1 |                |                        |
| 28   | 2017年2月17日  | ISBN 978-4-09-127497-7 |                |                        |
| 29   | 2017年4月18日  | ISBN 978-4-09-127554-7 |                |                        |
| 30   | 2017年7月18日  | ISBN 978-4-09-127670-4 |                |                        |
| 31   | 2017年9月15日  | ISBN 978-4-09-127774-9 |                |                        |
| 32   | 2017年10月18日 | ISBN 978-4-09-127830-2 |                |                        |

## 抄襲事件
2016年1月，中國手機遊戲少女前線相關人員指出，正在週刊少年Sunday上連載的漫畫《蟲奉行》新登場角色壹和「少女前線」的Kar98K角色服裝十分相似，並製作比較圖表示他們的遊戲人設發表的時間早於《蟲奉行》，週刊少年Sunday編輯部在1月26日回應福田宏連該遊戲的標題都沒有聽過。讓長期支持本作的粉絲產生不必要的誤解，並非作者與編輯部的本意，因此決定從第9號開始變更人設，由於「連標題都沒聽過的遊戲」聽起來有些不客氣，所以有人認為文字中帶有挖苦的含義。

## 電視動畫

### 製作人員
- 原作：福田宏「常住戰陣！！蟲奉行」（小學館「週刊少年Sunday」連載）
- 監督：濱名孝行
- 原案協力：繩田正樹、島光裕、武藤心平
- 系列構成：加藤陽一
- 角色設計：山下喜光
- 蟲設計、蟲作畫監督：小田裕康
- 副設計：太田惠子、橋立佳奈、奧山鈴奈
- 美術監督：梅津利子
- 美術設計：吉原一輔
- 武器設計：大塚亨
- 道具設計：益田賢治
- 色彩設計：津守裕子
- 攝影監督：北岡正
- 編輯：關一彦
- 音樂：織田哲郎
- 音響監督：平光琢也
- 音響效果：山谷尚人
- 調音：安部雅博
- 製作人：土方真（東京電視台）、古川慎
- 動畫製作：Seven Arcs Pictures
- 製作：東京電視台、電通、Seven Arcs

### 主題曲
片頭曲
（第1話 - 第13話）
作詞、作曲：山本聰，編曲、主唱：（avex entertainment）
第26話作為片尾曲使用。
（第14話 - 第25話）
作詞、作曲、編曲：samfree，歌：FREE蛇'M（avex entertainment）
片尾曲
（第1話 - 第13話）
作詞：夏蓮，作曲：大久保友裕，編曲：五十嵐宏治，主唱：i☆Ris（DIVE II ENTERTAINMENT）
（第14話 - 第25話）
作詞：KOTOKO，作曲：TattaWorks，編曲：山下洋介，歌：ayami（DIVE II ENTERTAINMENT）

### 各話列表
| 話數       | 日文標題 | 中文標題                             | 劇本              | 分鏡       | 演出     | 作畫監督                                     |
| ---------- | -------- | ------------------------------------ | ----------------- | ---------- | -------- | -------------------------------------------- |
| 第一話     |          | 月島仁兵衛 在此登場！！！            | 加藤陽一          | 濱名孝行   | 濱名孝行 | 北村友幸                                     |
| 第二話     |          | 勁敵是女忍者 火鉢！                  | 加藤陽一          | 菊池勝也   | 菊池勝也 | 飯野誠                                       |
| 第三話     |          | 九十九斬 戀川春菊！                  | 大野木寬          | 大森英俊   | 所智一   | 飯飼一幸 上野卓志                            |
| 第四話     |          | 一乃谷天間 我做得到                  |                   | 濱名孝行   | 笹原嘉文 | 高鉾誠                                       |
| 第五話     |          | 無涯 孤高雙瞳追尋之物                |                   | 新留俊哉   | 渡部周   | 柴田健兒、半澤淳 洪承絃、海保仁美 板倉喜代美 |
| 第六話     |          | 面具下的帥哥 長福丸                  | 大野木寬          | 西村純二   | 玉田博   | 大塚亨、宮地聰子 金江元                      |
| 第七話     |          | 花之江戶 夏之陣                      | 隅澤克之          | 黑澤雅之   | 稻本隆史 | 遠藤大輔                                     |
| 第八話     |          | 蜜月的色誘♥大作戰                    | 隅澤克之 田野中泉 | 高林久彌   | 高林久彌 | 北村友幸、高鉾誠                             |
| 第九話     |          | 蟲狩強襲！！八丈島之變！！           | 大野木寬          | 所智一     | 飛田剛   | 上野卓志、 森悅史、鷲田敏彌                  |
| 第十話     |          | 黑揚羽降臨                           | 大野木寬          | 川崎逸朗   | 菊池勝也 | 奧山鈴奈、橋立佳奈 宮地聰子、萬承辰          |
| 第十一話   |          | 甦醒的力量 仁兵衛，覺醒！！          | 加藤陽一          | 濱名孝行   | 川崎逸朗 | 鍋田香代子                                   |
| 第十二話   |          | 與父親的修行！富嶽三十六劍 ！！      | 加藤陽一          | 坂田純一   | 笹原嘉文 | 小川繪理、大塚亨 小野可奈子、北村友幸        |
| 第十三話   |          | 全部看到了！！江戶的女湯！！         | 加藤陽一          | 濱名孝行   | 濱名孝行 | 遠藤大輔                                     |
| 第十四話   |          | 蟲！？人！？謎之敵，襲來！！         |                   | 阿久津奈奈 | 新子太一 | 森下智惠、宮井加奈 吉井碧                    |
| 第十五話   |          | 來到紀州了！真田十傑蟲，現身！       |                   | 西森章     | 筑紫大介 | 森田實、飯野誠                               |
| 第十六話   |          | 帥氣眼鏡男的○×講座！                 | 隅澤克之          | 濱名孝行   | 岩田義彥 | 笠野充志、藤岡正幸 飯飼一幸、竹上貴雄        |
| 第十七話   |          | 真田幸村的陷阱！逃犯包圍網！         | 大野木寬          | 西村純二   | 上原秀明 | 高鉾誠                                       |
| 第十八話   |          | 時限之時 蟲奉行所參見！              | 大知慶一郎        | 福田道生   | 菊池勝也 | 奧山鈴奈 Synod・mico                         |
| 第十九話   |          | 意料之外的脫皮！？蟲人的真正面目！！ | 大野木寬          | 松本佳久   | 渡部周   | 洪承鉉、板倉喜代美 玉川雅史、海保仁美        |
| 第二十話   |          | 蝴蝶之夢                             | 大知慶一郎        | 坂田純一   | 寺澤伸介 | 北村友幸、森田實                             |
| 第二十一話 |          | 斬斷G的慈愛斬！                      | 大野木寬          | 田所修     | 高山秀樹 | DaeJin                                       |
| 第二十二話 |          | 哪邊是正義！？天間與正義             |                   | 玉田博     | 玉田博   | 高鉾誠                                       |
| 第二十三話 |          | 我人生中最重要的使命                 | 田野中泉 隅澤克之 | 川崎逸朗   | 川崎逸朗 | 鍋田香代子                                   |
| 第二十四話 |          | 蟲奉行 被詛咒的過去                  | 大知慶一郎        | 濱名孝行   | 上原秀明 | 大塚亨、森田實 小野加奈子、小川繪理          |
| 第二十五話 |          | 彼此的約定是絕望中的希望             | 大野木寬          | 福田道生   | 菊池勝也 | 奧山鈴奈、藤田正幸 小林調、森田實            |
| 第二十六話 |          | 月島仁兵衞 在此！！！                | 加藤陽一          | 濱名孝行   | 濱名孝行 | 北村友幸 飯野誠                              |

### 播放電視台
| 播放地區       | 播放電視台   | 播放日期               | 播放時間（UTC+9）         | 所屬聯播網 | 備註          |
| -------------- | ------------ | ---------------------- | ------------------------- | ---------- | ------------- |
| 關東廣域圈     | 東京電視台   | 2013年4月8日－9月30日  | 星期一 18時00分－18時30分 | 東京電視網 | 製作局 有字幕 |
| 北海道         | TV北海道     | 2013年4月8日－9月30日  | 星期一 18時00分－18時30分 | 東京電視網 | 同時局 有字幕 |
| 愛知縣         | 愛知電視台   | 2013年4月8日－9月30日  | 星期一 18時00分－18時30分 | 東京電視網 | 同時局 有字幕 |
| 大阪府         | 大阪電視台   | 2013年4月8日－9月30日  | 星期一 18時00分－18時30分 | 東京電視網 | 同時局 有字幕 |
| 岡山縣、香川縣 | 瀨戶內電視台 | 2013年4月8日－9月30日  | 星期一 18時00分－18時30分 | 東京電視網 | 同時局 有字幕 |
| 福岡縣         | TVQ九州放送  | 2013年4月8日－9月30日  | 星期一 18時00分－18時30分 | 東京電視網 | 同時局 有字幕 |
| 日本全國       | AT-X         | 2013年4月14日－10月6日 | 星期日 20時00分－20時30分 | 衛星電視   | 有重播        |

| 播放地區 | 播放電視台 | 播放日期                 | 當地播放時間            | 備註       |
| -------- | ---------- | ------------------------ | ----------------------- | ---------- |
| 臺灣     | Animax     | 2014年11月24日－12月19日 | 每日22:30－23:00        | 有重播時段 |
| 臺灣     | Animax HD  | 2015年9月14日－10月9日   | 每日22:30－23:00        | 有重播時段 |
| 香港     | Animax     | 2015年6月1日－7月13日    | 星期一至二 20:00－21:00 |            |

## 文獻參考
1. ↑  . Amazon.co.jp.   [2016年4月11日]. （原始内容存档于2020年4月13日） （日语）.
2. ↑  . Amazon.co.jp.   [2016年4月11日]. （原始内容存档于2020年4月13日） （日语）.
3. ↑  . 小學館.   [2015年6月14日]. （原始内容存档于2015年6月16日） （日语）.
4. ↑  . 小學館.   [2015年6月14日]. （原始内容存档于2015年6月16日） （日语）.
5. ↑  . 週刊少年Sunday.   [2015年6月14日]. （原始内容存档于2011年5月16日） （日语）.
6. ↑  . 小學館.   [2015年6月14日] （日语）.[]
7. ↑  . 小學館.   [2017年10月18日] （日语）.[]
8. ↑  . 卡卡洛普  宅宅新聞. 2016-01-27  [2017-09-07]. （原始内容存档于2020-04-13） （中文（臺灣））.
9. ↑  . Seven Arcs.   [2015年6月14日]. （原始内容存档于2020年4月13日） （日语）.
10. ↑  台灣Animax臉書 （页面存档备份，存于），2016/12/13閱覽。

## 外部連結
- http://www.websunday.net/rensai/musibugyo/[ ] （页面存档备份，存于） （日語）
- 電視動畫「蟲奉行」官方網站 （页面存档备份，存于） （日語）
- http://www.tv-tokyo.co.jp/anime/mushibugyo/ （页面存档备份，存于） （日語）
- 電視動畫『蟲奉行』公式的X（前Twitter） （日語）
- 蟲奉行 東立代理官網 （繁體中文）
- 常住戰陣！！蟲奉行 東立代理官網 （页面存档备份，存于） （繁體中文）